# Польське географічне товариство
Польське географічне товариство (пол. Polskie Towarzystwo Geograficzne, PTG) — наукове товариство з осідком у Варшаві, засноване 27 січня 1918 року.
Станом на 2006 рік налічує близько 1,4 тис. членів у 23-х відділеннях. Займається науковою, освітньою та пропагандивною діяльністю на географічній ниві.
Історично перший з'їзд мав місце у серпні 1921 року. В 1934 році товариство стало співорганізатором Географічного конгресу (Міжнародного географічного союзу) у Варшаві. Окрім ПГТ існували і інші географічні спільноти зокрема у Львові (від 1926 р.).
Після ІІ світової війни (у добу війни ПГТ не діяло) відбулася реорганізація ПГТ, згідно з якою були сполучені всі довоєнні товариства в одну організацію (окрім, звісно, львівської гілки).

## Видання
- Czasopismo Geograficzne (з 1923 р., спочатку в Лодзі, а впродовж 1926—1939 рр. у Львові) за редакцією Євгеніуша Ромера.